# 東京都立鷺宮高等学校
東京都立鷺宮高等学校（とうきょうとりつ さぎのみやこうとうがっこう、英: Tokyo Metropolitan Saginomiya High School）は、東京都中野区若宮三丁目にある東京都立高等学校。通称は「鷺高」。

## 概要
1912年（明治45年）7月4日に、東京市中野区桃園町15（現：中野区中野3丁目40）に設立された実業女学校を前身とする。1938年（昭和13年）4月に現在地に移転した。
学制改革後の新制高校改組時に共学化され、現在の学校名である鷺宮高校となる。
1970年（昭和45年）から15年間本校で教師を務めた本多啓二教諭は、赴任直後に当時殺風景だった学校の緑化に努め、これに同調する多くの生徒が「本多土建」と称して集まり、スコップ、つるはしなどを使って学校の緑化や施設の整備を行い、緑あふれる環境を作った。
校庭の東端には、戦前から残る「ゲーテの森」が残されている。
定時制は東京都立稔ヶ丘高等学校へ統合のため2007年（平成19年）度より募集停止（補欠募集のみ）、2010年（平成22年）3月をもって廃止された。
2014年に新校舎が完成し、それを機に制服や土曜授業を導入している。
国際リーディング校（2021～2023年度）、海外学校間交流推進校（2022年度）に指定されている。

## 沿革
- 1912年（明治45年）7月4日 - 豊多摩郡立農業学校（現：東京都立農芸高等学校）の附設実業女学校として創立。
- 1923年（大正12年）4月1日 - 東京府移管により東京府立中野実業女学校と改称。
- 1926年（大正15年）4月1日 - 改組により東京府立中野家政女学校と改称。
- 1929年（昭和4年）4月1日 - 東京府立高等家政女学校と改称。
- 1938年（昭和13年）4月1日 - 東京市中野区桃園町15（現在の中野区中野3丁目40）から現在地に移転。
- 1943年（昭和18年）7月1日 - 東京都制施行により東京都立中野高等家政女学校と改称。
- 1946年（昭和21年）3月30日 - 東京都立鷺宮高等女学校となる。
- 1948年（昭和23年）
  - 4月1日 - 学制改革により東京都立鷺宮新制高等学校となる。
  - 6月1日 - 定時制課程設置。
- 1949年（昭和24年）4月1日 - 男女共学実施。
- 1950年（昭和25年）1月26日 - 東京都立鷺宮高等学校と改称。
- 1952年（昭和27年） - 学区合同選抜制度施行。
- 1967年（昭和42年） - 学校群制度が施行され、31群を組む。
- 1982年（昭和57年） - 学校群制度が廃止され、グループ合同選抜制度に移行。
- 1994年（平成6年） - 単独選抜制度に移行。
- 2010年（平成22年）3月31日 - 定時制課程閉課。
- 2012年（平成24年11月23日 - 百周年記念式典挙行。
- 2013年（平成25年）9月18日 - 校舎改築工事竣工。
- 2016年（平成28年）4月1日 - この年度の入学生から順次、土曜授業を導入[4]。

## 教育理念
教育目標（鷺高の4C）
- 挑戦 (Challenge)
高い志をもって、自己実現に向けて積極的に挑戦する生徒
- 協調 (Cooperation)
自己を知り、他者を知り、社会を知り、友情を育む生徒
- 信頼 (Confidence)
ルールやマナーを守り、誠実で責任感のある生徒
- 創造 (Creation)
伝統の上に立ち、新しい文化を自ら創り上げていく生徒

## 校則・校風
2011年度から全員が標準服を購入し、2015年度入学生から学年進行で標準服を制服化となった。
また、2012年度から「染髪しない」こととなった。

## 象徴

### 校章
戦後男女共学となり、「鷺宮高等学校」と改称するにあたり、当時の美術教諭大沢源によって考案された。
新制以来の現在の校章は、クヌギの葉形と葉脈を△形にし、葉の一枚一枚には肉を付けて立体感を現したものである。大沢は、「戦争中絵など描けなかったから、（中略）毎日欠かさず校内神社の森（現ゲーテの森）の中を歩いて欅の葉、楢の葉の香りを嗅いでまわったが、森の木の葉の魅力にひかれている間だけは戦時中の苦しさを忘れたものだった。だから新しい高校の帽章の図案をと言われた時、私は一も二もなく森の木の葉を思い浮かべ、これを図案化して前途ある青年達の頭に飾り祝福してやりたいと思った」「平凡だけれど学校の象徴としては昔の女学校からの一連のおだやかさが見られるよい校章だ」と述べている。

### 制服
2007年度に、生徒有志の「標準服検討委員会」で作られた標準服を踏襲している。
濃紺のブレザーに、紺系のネクタイまたはリボン、スラックスまたはスカートとなっている。
ボタンには、「自主自律」の「自」の上に鷺があしらわれている。

## 教育課程
確かな学力の定着と大学進学の実現を目指す。50分×6時限。土曜授業を年18回実施している。
数学・英語で習熟度別授業を実施している。
2年次で文系・理系に分かれ、週5時間分の選択科目で文系は古典B・歴史（日本史/世界史B）、理系は数学B・化学を選択する。
3年次は週8～14時間分が選択科日となり、受験対策用の演習科目を中心に多彩な科目が用意される。

## 部活動
サッカー部は、1973年（昭和48年）の新人戦（第16回関東大会東京都予選）にて、決勝で当時最強の帝京高校（古沼監督：全国選手権東京代表7連覇中で（前年、前々年には連続して全国3位）、翌1974年（昭和49年）全国初優勝）を2-1で破り東京都第一位となり、藤沢市で開催された関東大会東京都代表となる（古河一高（1978年（昭和53年）・1980年（昭和55年）全国優勝）に0-0、延長戦で惜敗）。インターハイ東京都予選に臨むが規則により不戦敗（教員が来なかった）。続く全国選手権東京都予選にて再び帝京高校と対戦するが苦杯をきっする。なお、学校群制度導入時（1967年（昭和42年） - 1981年（昭和56年）実施）における都立高校の東京代表は、サッカーにおける本校（1973年（昭和48年））と野球の国立高校（1980年（昭和55年））のみである。
文化部では後述の軽音楽部のほか書道部が盛ん。書道部の文化部特別推薦枠を推薦入試において設けている。

### 軽音楽部
鷺宮高校の軽音楽部は1969年（昭和44年）に岡井大二らが軽音楽同好会として創設。1970年（昭和45年）に1970年代の日本の3大ギタリストの一人と謳われた森園勝敏も在籍していた。現在の軽音楽部は130名以上の部員が在籍。

## エピソード

### 最寄り駅の設置
西武新宿線都立家政駅の設置は1937年（昭和12年）12月25日であるが、この駅の由来は、本校の前身である、当時の「東京府立高等家政女学校」であるとされる。隣接する鷺ノ宮駅－野方駅間が1kmもない中、学校のそばに電車の駅が無く、家政女学校の父母と学校長が西武鉄道に新駅の開設を陳情して作られたことによる。1943年（昭和18年）7月1日に、当校が「東京都立」になるのに伴い、当時の「府立家政駅」も「都立家政駅」と改称した。
厳密には#沿革の通り、府立家政駅開業は、府立中野家政女の移転決定後ではあるが、実際の移転に先行した。
中等教育の学校としては、日本で最初に通学用に鉄道駅が誘致された学校であり、校名を冠した鉄道駅としては、全国唯一の学校に当たる

### 飼い犬
当校では犬を飼い、飼われた犬は「太郎（メス）」その子供の小太郎（オス）、二代目「太郎」の3匹である。初代「太郎」は生徒が拾ってきた犬を本多教諭が引き取り、学校内で飼っていたもの。学校内では原則放し飼い状態であり、朝礼等の学校行事にも参加していた。「小太郎」は校外への放浪癖があり、諸問題から繋がれることが多くなった。

## 交通
- 西武新宿線 都立家政駅下車 徒歩3分
- 西武新宿線 鷺ノ宮駅下車 徒歩9分

## 著名な卒業生
- 伊東絹子 - 1953年のミス・ユニバース・ジャパン
- 三遊亭圓彌 - 1953年卒（落語家）
- 米長邦雄 - 1962年卒（棋士、永世棋聖、日本将棋連盟会長）
- 蔵持不三也 - 1965年卒（文化人類学者、早稲田大学名誉教授）
- 海江田万里 - 1968年卒（政治家、衆議院議員、元経済財政担当大臣、経済産業大臣、立憲民主党最高顧問）
- 名木田恵子 - 1968年卒（児童文学作家、マンガ原作者）
- 岡井大二 - 1972年卒（四人囃子のドラマー）
- 森園勝敏 - 1972年卒（四人囃子のギタリスト）
- 群ようこ - 1973年卒（作家、著書『都立桃耳高校』など）
- 山本龍二 - 1973年卒（俳優、青年座取締役）
- 池田洋二 - 1974年卒（日本サッカー協会副会長、サッカー指導者）[12]
- 假屋崎省吾 - 1977年卒（華道家）
- 木村浩吉 - 1980年卒（元サッカー選手、サッカー指導者）
- 寺門ジモン - 1981年卒（芸人、ダチョウ倶楽部メンバー）
- 村山直之 - 1984年卒（フリーアナウンサー）
- 浅岡雄也 - 1987年卒（歌手、元FIELD OF VIEW）
- 濱田万葉 - 1993年卒（女優）
- HIROMIX / ヒロミックス - 1995年卒（写真家）
- 榎本秋 - 1996年卒（文芸評論家）
- 坂本光久 - 1996年卒（RUSHMOREのギタリスト）
- 飯尾和也 - 1999年卒 (サッカー選手)
- 辻彩加 - 2000年卒 (ファッションモデル)
- 小野雄平 - 2004年卒（サッカー選手）
- 河西ゆりか - 2015年卒[要出典]（羊文学のベース）
- 岡崎慎 - 2016年卒（サッカー選手）
- ケプラ（柳澤律希、けんた、かず、ハヤト） - 2022年卒（4人組バンド）